# Turquía en los Juegos Olímpicos de Lillehammer 1994
Turquía estuvo representada en los Juegos Olímpicos de Lillehammer 1994 por un deportista masculino que compitió en esquí de fondo.
El portador de la bandera en la ceremonia de apertura fue el esquiador de fondo Mithat Yıldırım. El equipo olímpico turco no obtuvo ninguna medalla en estos Juegos.